# هایرودین کرواتس
هایرودین کرواتس (بوسنیایی: Hajrudin Krvavac؛ ‏ ۲۲ دسامبر ۱۹۲۶ – ۱۱ ژوئیهٔ ۱۹۹۲) یک کارگردان بوسنیایی بود که به خاطر کارگردانی فیلم‌هایی از ژانر فیلم پارتیزان در دهه‌های ۱۹۶۰ و ۷۰ مشهور بود. از فیلم‌هایی که وی کارگردانی کرده‌است می‌توان به فیلم پل اشاره نمود.